# Brée
 Brée ist eine französische Gemeinde mit 584 Einwohnern (Stand 1. Januar 2022) im Département Mayenne in der Region Pays de la Loire. Sie gehört zum Arrondissement Mayenne und zum Kanton Évron.

## Geographie
Die Gemeinde wird im Süden vom Fluss Jouanne durchquert, an der westlichen Gemeindegrenze verläuft dessen Nebenfluss Deux-Évailles.

## Bevölkerungsentwicklung
| Jahr      | 1962 | 1968 | 1975 | 1982 | 1990 | 1999 | 2009 | 2019 |
| Einwohner | 498  | 504  | 515  | 540  | 482  | 459  | 510  | 554  |

## Sehenswürdigkeiten
- Kirche Saint-Gervais und Saint-Protais (1557)
- Schloss La Courbe